# Términos de referencia
Los términos de referencia contienen las especificaciones técnicas, objetivos y estructura de cómo ejecutar un determinado estudio, trabajo, proyecto, comité, conferencia, negociación, etc.
- Describe el ámbito espacial donde ha de ejecutarse el estudio o trabajo.
- Define el objetivo general y los objetivos específicos.
- Define el tiempo disponible.
- Detalla los requisitos de los técnicos que han de participar, como especialidades y tiempos mínimos que han de dedicar al estudio o trabajo.
- Detalla los resultados esperados y contenidos de los informes, entre otras cosas.

Crear términos de referencia detallados es crítico, pues ellos definen:
- Visión, objetivos, alcance y resultados (qué debe ser alcanzado).
- Componentes, roles y responsabilidades (quién tomará parte en ello).
- Recursos, finanzas y planificación de calidad (cómo será alcanzado).
- Desglose del trabajo y calendarización (cuándo será alcanzado).
- Factores de éxito/riesgos y restricciones.

Los términos de referencia conforman una especie de mapa. Dan un camino claro para el progreso, especificando qué necesita ser alcanzado, por quién y cuándo. Debe ser, entonces, una lista de resultados que concuerden con los requerimientos, alcance y limitaciones existentes.

## Los términos de referencia en elciclode vida de un proyecto
Los términos de referencia son creados antes de cada una de las etapas del ciclo de proyecto. Así, para la  etapa de diseño del proyecto, inmediatamente después de ser aprobado el documento que describe la idea del mismo. Ellos son documentados por el director del proyecto y presentados a los contribuyentes del proyecto para su aprobación. Una vez aprobados, el equipo de trabajo del proyecto tiene una definición clara de hacia dónde debe ir dirigido el proyecto. En ese momento, el equipo de trabajo estará preparado para continuar con el desarrollo de las siguientes etapas del proyecto de una forma estructurada.
Se redactan términos de referencia para el diseño preliminar, posteriormente para el estudio de factibilidad, para el estudio definitivo de ingeniería, y finalmente para la construcción. Generalmente el encargado de elaborar una de las etapas redacta también los términos de referencia para el desarrollo de la etapa siguiente. Así, el encargado del diseño preliminar también elaborará los términos de referencia para el estudio de factibilidad, y así sucesivamente.